# Lembo Saysana
Pour les articles homonymes, voir Lembo et Saysana.
Lembo Saysana, né le 12 février 1995, est joueur de football laotien.

## Biographie
Gardien de but pour l'Équipe du Laos de football et la Electricite du Laos F.C. (en), il est suspendu à vie pour fraude et manipulation de match par la Confédération asiatique de football en février 2020.